# UFC 114
UFC 114: Rampage vs. Evans  è stato un evento di arti marziali miste tenuto dalla Ultimate Fighting Championship il 29 maggio 2010 alla MGM Grand Garden Arena a Las Vegas, Nevada, Stati Uniti d'America. Il Fan Expo dell'UFC prese luogo al Mandalay Bay Convention Center.

## Background
Durante questo evento avrebbe dovuto svolgersi un match tra Forrest Griffin e Antônio Rogério Nogueira ma Griffin dovette rinunciare a causa di un infortunio alla spalla. Griffin fu sostituito con Jason Brilz.
Melvin Guillard avrebbe dovuto affrontare Thiago Tavares ma quest'ultimo fu costretto a rinunciare a causa di un infortunio al gomito. Waylon Lowe divenne il sostituto di Tavares.
Il presidente dell'UFC Dana White confermò che il vincitore del match tra Jackson ed Evans avrebbe affrontato l'UFC Light Heavyweight Champion Mauricio Rua, per il titolo. Il manager di Rua suggerì che la prima difesa di titolo di Rua avrebbe potuto essere contro Randy Couture ma il combattimento non si concretizzò.
È tra gli eventi UFC ad aver venduto più di un milione di pay per view.

## Risultati

### Card preliminare
- Incontro categoria Pesi Medi:  Jesse Forbes contro  Ryan Jensen

Jensen sconfisse Forbes per sottomissione (strangolamento a ghigliottina) a 1:06 del primo round.
- Incontro categoria Pesi Leggeri:  Aaron Riley contro  Joe Brammer

Riley sconfisse Brammer per decisione unanime (30–27, 30–27, 30–27).
- Incontro categoria Pesi Mediomassimi:  Luiz Cané contro  Cyrille Diabaté

Diabaté sconfisse Cané per KO Tecnico (pugni) a 2:13 del primo round.
- Incontro categoria Pesi Leggeri:  Melvin Guillard contro  Waylon Lowe

Guillard sconfisse Lowe per KO (ginocchiata al corpo) a 3:28 del primo round.
- Incontro categoria Pesi Leggeri:  Efrain Escudero contro  Dan Lauzon

Escudero sconfisse Lauzon per decisione unanime (29–27, 29–27, 29–27). Ad Escudero è stato sottratto un punto per ripetuti calci all'inguine.
- Incontro categoria Pesi Welter:  Amir Sadollah contro  Kim Dong-Hyun

Kim sconfisse Sadollah per decisione unanime (30–27, 30–27, 30–27).

### Card principale
- Incontro categoria Pesi Welter:  Diego Sanchez contro  John Hathaway

Hathaway sconfisse Sanchez per decisione unanime (30–27, 30–27, 30–26).
- Incontro categoria Pesi Mediomassimi:  Antônio Rogério Nogueira contro  Jason Brilz

Nogueira sconfisse Brilz per decisione divisa (28–29, 29–28, 29–28).
- Incontro categoria Pesi Massimi:  Todd Duffee contro  Mike Russow

Russow sconfisse Duffee per KO (pugni) a 2:33 del terzo round.
- Incontro categoria Pesi Medi:  Michael Bisping contro  Dan Miller

Bisping sconfisse Miller per decisione unanime (30–27, 30–27, 29–27).
- Incontro categoria Pesi Mediomassimi:  Quinton Jackson contro  Rashad Evans

Evans sconfisse Jackson per decisione unanime (30–27, 30–27, 29–28).

## Premi
Ai vincitori sono stati assegnati 65.000$ per i seguenti premi:
- Fight of the Night:  Antônio Rogério Nogueira contro  Jason Brilz
- Knockout of the Night:  Mike Russow
- Submission of the Night:  Ryan Jensen